# Даниела Савеклиева
Даниела Владимирова Савеклиева  е български политик от политическа партия ГЕРБ.

## Биография
Родена е на 29 ноември 1974 година в Благоевград. Има магистратура по счетоводство и контрол от Югозападния университет. Избрана е за народен представител в XLII и XLIII народно събрание, в което е заместник-председател на Комисията по икономическа политика и туризъм. Савеклиева е председател на Благоевградския общински съвет от 2011 до 2013 година. Депутат е и в XLIV народно събрание.